# Производство помидоров на Кубе
Выращивание помидоров является одной из отраслей сельского хозяйства Республики Куба.

## История
Выращивание овощей на острове имело место ещё в колониальные времена (по переписи 1792 года, на Кубе насчитывалось 478 плантаций сахарного тростника, 399 крупных скотоводческих ферм и 7814 мелких земельных владений, занимавшихся табаководством, овощеводством и скотоводством).

### 1898—1958
В 1898 году, после окончания войны за независимость Куба перешла под контроль США (американская оккупация острова продолжалась до 20 мая 1902 года, в 1903 году была принята «поправка Платта», разрешавшая США вводить на Кубу войска без санкции со стороны правительства). Таким образом, Куба была фактически превращена в полуколонию США.
После Второй мировой войны помидоры уже являлись одной из основных овощеводческих культур. В период с 1948-1949 до 1952—1953 гг. общая площадь полей с ними составляла в среднем около 6 тыс. га, годовой сбор помидоров — в среднем около 40 тыс. тонн.
В начале 1950-х годов кукуруза, рис, бобовые, земляной орех, помидоры и бананы были главными продовольственными культурами. В это время Куба по-прежнему оставалась отсталой страной с монокультурным сельским хозяйством, в котором выращивание сахарного тростника в ущерб основным продовольственным культурам заставляло ввозить 35 % потребляемого продовольствия (в том числе, почти целиком — пшеницу, рис и кукурузу). В это время овощеводство было развито преимущественно в западной части страны, основными культурами являлись помидоры, баклажаны и перец. При этом, удобрения в сельском хозяйстве практически не применяли. Значительная часть ранних овощей, снимаемых в зимние месяцы, вывозилась в США.

### 1959—1991
После победы Кубинской революции в январе 1959 года США прекратили сотрудничество с правительством Ф. Кастро и стремились воспрепятствовать получению Кубой помощи из других источников. Власти США ввели санкции против Кубы, а 10 октября 1960 года правительство США установило полное эмбарго на поставки Кубе любых товаров (за исключением продуктов питания и медикаментов).
В 1959 году Куба являлась отсталой аграрной страной с преобладанием экстенсивного сельского хозяйства и избытком малоквалифицированной рабочей силы (четверть взрослого населения была неграмотной), используемой сезонно. У республики не было реальных возможностей (необходимых накоплений для капиталовложений, валютных резервов и квалифицированной рабочей силы) для быстрой индустриализации и создания многоотраслевой экономики, поэтому в первые годы после революции был взят курс на преимущественное развитие и техническое оснащение традиционных отраслей сельского хозяйства, а также связанных с ним пищевых производств.
В 1960 году был организован и начал работу специализированный сельскохозяйственный кооператив по выращиванию помидоров.
Во время Карибского кризиса в октябре 1962 года корабли военно-морского флота США установили военно-морскую блокаду Кубы в виде карантинной зоны в 500 морских миль вокруг берегов Кубы, блокада продолжалась до 20 ноября 1962 года. Имевшее основания опасаться возобновления блокады острова в условиях продолжавшейся «холодной войны», правительство активизировало деятельность по достижению независимости страны от импорта продовольствия.
При помощи СССР и других социалистических стран начались механизация сельского хозяйства и увеличение собственного производства удобрений, а также развитие консервной промышленности, обеспечившей переработку выращенных помидоров в широкий ассортимент консервов в стеклотаре и жестяных банках.
В 1961—1965 годах общая площадь полей под культурой составляла в среднем около 9 тыс. га, годовой сбор помидоров — в среднем около 115 тыс. тонн.
В связи с диверсификацией растениеводства (для снижения риска неурожая) площади под помидорами сократились. Кроме того, в 1966 году положение в сельском хозяйстве страны осложнилось в связи с ущербом, нанесённым циклонами «Альма» (в июне 1966 года) и «Инес» (в сентябре – октябре 1966 года). В 1970 году общая площадь полей под культурой составляла 4 тыс. га, годовой сбор помидоров — 50 тыс. тонн.
В начале 1970-х годов помидоры, лук, тыква, перец и огурцы являлись главными овощными культурами, они выращивались круглый год на открытом грунте практически повсеместно.
12 июля 1972 года Куба вступила в Совет экономической взаимопомощи (СЭВ) и правительством Кубы была принята комплексная программа социалистической экономической интеграции, в соответствии с которой началось внедрение стандартов стран СЭВ (в том числе, в консервной промышленности). Значительную помощь в организации промышленного консервирования помидоров в 1980-е годы оказала Болгария, в дальнейшем специалистами кубинской пищевой промышленности были самостоятельно разработаны новые виды консервов из помидоров (в качестве примера можно привести томатный соус «La Manzanillera» и кетчуп «Taoro»).
В 1976 году сбор помидоров составил 184,2 тыс. тонн, производство консервированных помидоров - 29,8 тыс. тонн. В 1977 году сбор помидоров составил 193,9 тыс. тонн.
В дальнейшем, в провинции Камагуэй было освоено выращивание помидоров на гидропонных фермах.

### После 1991
Распад СССР и последовавшее разрушение торгово-экономических и технических связей привело к ухудшению состояния экономики Кубы в период после 1991 года. Правительством Кубы был принят пакет антикризисных реформ, введён режим экономии.
В октябре 1992 года США ужесточили экономическую блокаду Кубы и ввели новые санкции (Cuban Democracy Act). 
В середине 1990-х годов положение в экономике страны стабилизировалось. 12 марта 1996 года конгресс США принял закон Хелмса-Бёртона, предусматривающий дополнительные санкции против иностранных компаний, торгующих с Кубой. Судам, перевозящим продукцию из Кубы или на Кубу, запрещено заходить в порты США.
В 2006 году помидоры по-прежнему входили в число основных овощных культур страны. Сбор помидоров составлял 636 тыс. тонн, часть урожая экспортировалась.
Осенью 2020 года ураган «Эта» нанёс ущерб сельскому хозяйству страны, пострадали 12 культур (утраченной оказалась часть урожая бананов, табака, кофе, какао, помидоров, фасоли, бониато, маниока, кукурузы и риса).

## Современное состояние
Помидоры являются одной из значимых продовольственных культур, они широко используются в целом ряде блюд традиционной кубинской кухни, часть урожая перерабатывается на предприятиях пищевой и консервной промышленности страны (выпускаются консервированные помидоры, консервированный томатный суп, томатная паста, томатный сок, несколько видов томатных соусов, кетчупы и др.).